# Louis Tas
Louis Mattithjahu Tas (Amsterdam, 25 december 1920 – aldaar, 14 april 2011) was een Nederlands psychiater en psychotherapeut.

## Biografie

### Jeugd
Tas was de oudste zoon in een muzikaal joods gezin. Hij werd vernoemd naar zijn grootvader, een succesvol diamantair (1850-1936) die behoorde tot de joodse elite van Amsterdam. Zijn moeder Frieda Herzberg (1896-1970), de jongere zus van Abel Herzberg, was schilderes. Ze zong Jiddische liederen en werd hierin op piano begeleid door vader Jacques. Ze hadden elkaar ontmoet in een zionistische studentenclub en trouwden in februari 1920. Jacques Tas (1892-1978) had de handelsschool doorlopen maar herschoolde zich in medicijnen en slaagde voor het artsexamen in 1924. De ouders stemden sociaaldemocratisch, maar konden zich een auto veroorloven, destijds nog niet gebruikelijk.
Louis verbleef samen met zijn ouders en zijn zus Riva (Rebecca, 1922-1998) twee keer in Parijs. Terwijl vader zich specialiseerde in neurologie en moeder aansluiting vond bij de école de Paris, werd de opvoeding van de kinderen uitbesteed aan kinderjuffrouwen. De zomers van zijn kindertijd bracht Louis door in Zandvoort met onder meer de vader en oom van Felix Rottenberg. Als tiener schreef Tas een verborgen gebleven toneelstuk over een Griekse filosoof die zelfmoord predikte en begon ook met een dagboek. Hij zette zelf radio's in elkaar en wilde ingenieur worden, maar koos voor medicijnen omdat hij zijn wiskundige vaardigheden te min vond.

### Oorlogsjaren
In september 1939 was het gezin Tas op vakantie in Zuid-Frankrijk, vanwaar het voor de Tweede Wereldoorlog naar Engeland had kunnen vluchten. Jacques Tas was evenwel sinds 1931 gevestigd als zenuwarts in Amsterdam en verkoos de luxe van twee vleugelpiano's thuis. Na de Duitse inval in Nederland werden anti-joodse maatregelen van kracht waardoor Louis zijn studie moest opgeven. Via connecties van zijn vader in de Joodse Raad kon hij lesgeven aan joodse leerlingen in Maastricht. Met zijn ausweis als leerkracht werd hij beschermd tegen deportatie, tot hij die baan eind 1942 noodgedwongen moest opzeggen en terugkeerde naar Amsterdam. Hij bezocht een psychoanalyticus, die net zoals zijn vader in analyse was bij Karl Landauer. Achteraf verweet hij Landauer dat die hem bleef zien en niet had aangespoord om te emigreren. Het gezin had een onderduikadres, maar dit bleek niet geschikt voor de gehandicapte oom Bob die bij hen was komen inwonen.
Toen de Joodse Raad op 29 september 1943 werd opgepakt, viel hun laatste bescherming weg en werd Louis samen met zijn ouders en oom Bob gedeporteerd naar Kamp Westerbork. Zijn zus Riva kon ontkomen op het Amstelstation en dook onder. Oom Bob overleed in Westerbork. Louis werkte er in buitendienst aan het Oranjekanaal en bracht door geelzucht veel tijd door in de ziekenbarak. Op 15 maart 1944 werd het gezin gedeporteerd naar het concentratiekamp Bergen-Belsen, dat in principe bedoeld was geweest als uitwisselingskamp, maar door de slechte omstandigheden in feite ook een vernietigingskamp was geworden. In het kamp ontmoette Tas ook zijn oom Abel Herzberg. Van Bergen-Belsen werden ze begin april 1945 afgevoerd met een personentrein waarop een vlektyfusepidemie uitbrak. Op 23 april kwam dit verloren transport tot stilstand nabij Tröbitz, waar het Rode Leger de overmacht kreeg. In een Amerikaanse open vrachtauto keerde het gezin terug naar Nederland.

### Psychoanalyse
In Amsterdam wilde Louis zijn psychoanalyse hervatten, maar zijn analyticus gaf voorrang aan de belabberde psychische toestand van zijn vader - Karl Landauer was in januari omgekomen in Bergen-Belsen. Louis ging anderhalf jaar psychologie studeren. In 1946 publiceerde hij onder het pseudoniem 'Loden Vogel' een dagboek uit de periode van 25 april 1944 tot 7 april 1945 in Bergen-Belsen. In 1947 hervatte hij zijn studie medicijnen vanuit een 'mechanische' interesse voor het fysieke functioneren van het menselijk lichaam. Tijdens een stage neurologie maakte hij kennis met een schizofrene patiënt en raakte geboeid door de menselijke drijfveren en het potentieel van psychotherapie. In 1958 trad hij in de voetsporen van zijn vader en opende een praktijk in Amsterdam-Zuid. Vanaf 1966 ging hijzelf voor een tweede keer in analyse, ditmaal bij een dame en met meer succes. Zij hielp Tas omgaan met de kamphorror en de schaamte die hij voelde over de manier waarop hij was behandeld. In 1967 publiceerde hij Magie en emotie: schets van een theorie van de gemoedsbewegingen, een vertaling van een vroeg werk van Jean-Paul Sartre over psychologie. In tegenstelling tot vele collega-psychiaters promoveerde hij niet omdat hij voorrang wilde geven aan het luisteren naar cliënten.
Tas werd een van de eerste professionele beoefenaars van de psychoanalyse in Nederland. Hij heeft vooral joden, onder wie Ischa Meijer, bijgestaan in het omgaan met hun oorlogsverleden. Hij specialiseerde in schaamte wat hij omschreef als "het gevoel dat je in de ogen van anderen compleet waardeloos bent en dat ze daarin nog gelijk hebben ook". In 1993 richtte hij samen met Heleen Terwijn het schaamteclubje op, een informeel multidisciplinair gezelschap dat tot 2009 samenkwam bij hem thuis in de Jacob Obrechtstraat om aanvankelijk enkel over schaamte van gedachten te wisselen. Onder meer bioloog Tijs Goldschmidt, psychiater Andries van Dantzig, psycholoog Nico Frijda en socioloog Joop Goudsblom waren geregeld van de partij. Tas bleef zich verzetten tegen een doorgedreven farmaceutische neiging in de psychiatrie. In een interview voor het tv-programma Kijken in de ziel vertelde hij onder meer dat er begin 2009 zo’n dertig mensen naar zijn praktijk kwamen, sommige jaren achtereen regelmatig, maar niemand meer dan vijf keer in de week. Eind 2009 moest Tas noodgedwongen stoppen met psychoanalyse, nadat de ziekte van Alzheimer bij hem was vastgesteld. Hij overleed anderhalf jaar later op 90-jarige leeftijd in Amsterdam.